# 잉카 로카

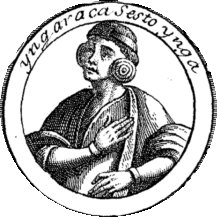
잉카 로카

잉카 로카(스페인어: Inca Roca)는 쿠스코 왕국의 여섯 번째 사파 잉카이자, 하난 왕조의 첫 왕이다. 
그의 아내는 마마 미카이였고, 그의 아들은 야와르 우아칵이었다. 그는 야와르 우아칵 외에도 4명의 아들들을 더 두었고, 그들 모두 용맹한 전사로서 아버지의 왕성한 정복 활동을 도왔다. 잉카 로카는 1388년에 103세의 나이로 자연사했다.

## 일생
카팍 유팡키의 아들로 태어난 잉카 로카는, 본디 정상적인 경우였다면 왕위를 이어받지 못했다. 그는 왕과 정실 부인이 아닌 여인 사이에서 태어난 아들로 계승권이 뚜렷하지 못하였다. 그러나 카팍 유팡키가 사망하고 난 이후 잉카 로카와 그를 지지하는 세력들이 반란을 일으켜 원래의 계승자를 몰아내고 새로운 왕조를 세우게 되었다. 잉카 로카가 왕위에 오르고 난 이후, 후환을 피하기 위하여 왕궁을 옮겨 혹시 모를 반란에 대비했다.

## 통치
전설에 따르면, 그는 왕성한 정복 활동을 펼쳤는데, 특히 당시 지역의 유력 세력이었던 창카족을 정벌했고 그 외의 부락들도 모두 복속시켰다. 그는 또한 귀족들을 위한 학교들을 세웠으며, 정복한 지역과 쿠스코의 관계를 더더욱 가깝게 만들고 피정복민들을 융화시키려 노력하였다고 한다. 다만 창카족이 후대에 걸쳐서까지 반항하였다는 기록이 있다.

## 같이 보기
- 잉카 문명
- 사파 잉카